# Tōma
Tōma (当麻町, Tōma-chō) est un bourg du district de Kamikawa (Ishikari), situé dans la sous-préfecture de Kamikawa, sur l'île de Hokkaidō, au Japon.

## Géographie

### Démographie
Au 31 mars 2015, la population de Tōma s'élevait à 6 790 habitants répartis sur une superficie de 204,90 km2.